# Kim Miyori
Kim Miyori (ur. 4 stycznia 1951 w Santa Barbara w stanie Kalifornia) – amerykańska aktorka japońskiego pochodzenia.

## Życiorys
Urodzona pod nazwiskiem Cheryl Jane Utsunomiya, jest córką księgowej/recepcjonistki oraz oficera armii federalnej. Dorastała w Santa Maria w Kalifornii, w latach 60. uczęszczała do miejscowej szkoły średniej.
Jej kariera aktorska nabrała tempa, gdy otrzymała rolę doktor Wendy Armstrong w popularnym serialu o tematyce medycznej St. Elsewhere. Miyori wcielała się w tę postać i gościła na ekranach stacji NBC w latach 1982–1984, w tym samym czasie pojawiała się także w komediowym serialu akcji CBS Magnum (Magnum, P.I.). W telewizyjnym dramacie John and Yoko: A Love Story (1985) odegrała rolę amerykańskiej artystki Yoko Ono. Popularność zdobyła jako Lady Tanaka, bezwzględna sadystka oraz szefowa yakuzy, w kryminale Punisher (The Punisher, 1989) z Dolphem Lundgrenem.
Od czerwca 1982 do lipca 1984 roku była żoną Rickeya Momii.

## Filmografia
- 2007: Dowody zbrodni (Cold Case) jako Evelyn Takahashi w 2007 r. (serial TV)
- 2006: The Grudge – Klątwa 2 (The Grudge 2) jako matka Kayako
- 2005: Zaklinacz dusz (Ghost Whisperer) jako dr Keiko Tanaka (serial TV)
- 2004: JAG − Wojskowe Biuro Śledcze (JAG) jako komandor Shelly Purcell/internistka (serial TV)
- 2002: Świat gliniarzy (The Shield) jako pani Park (serial TV)
- 2002: Jordan (Crossing Jordan) jako pani Nagawa (serial TV)
- 2001: 24 godziny (24) jako dr Collier (serial TV)
- 2000: City of Angels (serial TV)
- 1999: Moje amerykańskie wakacje (My American Vacation) jako Ming Yee
- 1998: Saved By The Bell: The New Class jako pani Wells (serial TV)
- 1997: Gliniarz z metropolii (Metro) jako detektyw Kimura
- 1996: Babilon 5 (Babylon 5) jako kapitan Sandra Hiroshi (serial TV)
- 1994: Mroczna obsesja (Shadow of Obsession) jako Angela
- 1993: Podróż do środka ziemi (Journey to the Center of the Earth) jako dr Tesue Ishikawa
- 1992: Melrose Place jako reżyser (serial TV)
- 1992: Civil Wars (serial TV)
- 1991: Pożar. Uwięzieni na 37 piętrze (Fire! Trapped on the 37th Floor) jako Willa Reeves
- 1990: Hiroszima w ogniu (Hiroshima: Out of the Ashes) jako pani Ota
- 1990: Gliniarz i prokurator (Jake and the Fatman) jako Cindy (serial TV)
- 1989: Punisher (The Punisher) jako Lady Tanaka
- 1989: Kochaś (Loverboy) jako Kyoko Bruckner
- 1988: Prawnicy z Miasta Aniołów (L.A. Law) jako Carol Koyama (serial TV)
- 1987–1989: MacGyver jako dr Sumlee Triwai (serial TV)
- 1987: Island Sons jako Diane Ishimura
- 1986: Our House jako Midori (serial TV)
- 1986: W obronie dziecka (When the Bough Breaks) jako Kim Hickle
- 1986: T.J. Hooker: Blood Sport jako Barbara Grail
- 1985–1986: T.J. Hooker jako Nikki Kwan/Barbara Grail (serial TV)
- 1985: Airwolf jako Lia Van Luong (serial TV)
- 1985: Berrenger's jako Ellen (serial TV)
- 1985: John and Yoko: A Love Story jako Yoko Ono
- 1985: Generation jako Teri Tanaka
- 1983: Antony and Cleopatra jako Iras
- 1982–1984: St. Elsewhere jako dr Wendy Armstrong (serial TV)
- 1982–1984: Magnum (Magnum, P.I.) jako Asani/Mioshi Osawa (serial TV)
- 1982: Cagney i Lacey (Cagney & Lacey) jako Mai Ling (serial TV)
- 1981: Zoot Suit jako Manchaka
- 1978: Klub samotnych serc sierżanta Pieprza (Sgt. Pepper's Lonely Hearts Club Band) jako tancerka
- ????: Rituals jako dr Eve Lewis (serial TV)